# Virgin Galactic
Virgin Galactic – część należącej do Richarda Bransona Virgin Group. Została założona w 2004 roku. Firma ma oferować kosmiczne loty suborbitalne, suborbitalne kosmiczne misje naukowe oraz umieszczanie na orbitach małych satelitów. W dalszych planach Virgin Galactic ma oferować również ogólnodostępne loty kosmiczne. 
Rewolucyjnym pomysłem Virgin Galactic jest unikatowa konstrukcja statków kosmicznych, które zamiast z ziemi startują z samolotów. Daje im to większą prędkość początkową i wyższy pułap niż w przypadku startów z powierzchni Ziemi.

## Loty suborbitalne
Planuje się, że statki Virgin Galactic będą na tyle wydajne i przystępne, by móc zabrać na pokład komercyjnych pasażerów (w cenie 200 000 dolarów za osobę, plus 20 000 depozytu). Do września 2011 około 700 osób znalazło się na liście oczekujących na lot suborbitalny. Wśród pasażerów, którzy już wpłacili swój depozyt, znalazło się wiele znanych osób, m.in. Tom Hanks, Ashton Kutcher, Katy Perry, Brad Pitt, Angelina Jolie i Justin Bieber. Statek kosmiczny SpaceShipTwo, mogący pomieścić sześciu pasażerów i dwóch pilotów, będzie wynoszony na wysokość około 16 kilometrów przez samolot WhiteKnightTwo. W momencie gdy samolot osiągnie swój pułap, statek SpaceShipTwo odłączy się i będzie kontynuował wznoszenie, aż do wysokości ponad 100 kilometrów. Planuje się, że trajektoria lotu przetnie linię atmosfery przy wysokości 21 000 metrów, co oznacza lot suborbitalny i wiąże się z krótkim stanem nieważkości. Lot od momentu odłączenia od samolotu, do czasu lądowania na Ziemi, będzie trwał 2,5 godziny. Sam moment właściwego lotu suborbitalnego będzie zaledwie małą częścią tego czasu. Stan nieważkości potrwa około 6 minut, w tym czasie pasażerowie będą mogli swobodnie przemieszczać się po kabinie. 
Jako dodatek do działalności pasażerskiej, Virgin Galactic będzie udostępniać swoją flotę na suborbitalne misje naukowe, a także do umieszczania małych satelitów na orbicie. Początkowo planowano rozpocząć świadczenie usług dla biznesu satelitarnego na początku 2010 roku jednak do dzisiaj pozostają one niedostępne.
31 października 2014 roku na pustyni Mojave w Kalifornii, podczas lotu testowego, rozbił się statek Virgin Galactic. Zginął pilot, jedna osoba została ciężko ranna.

### Samoloty kosmiczne

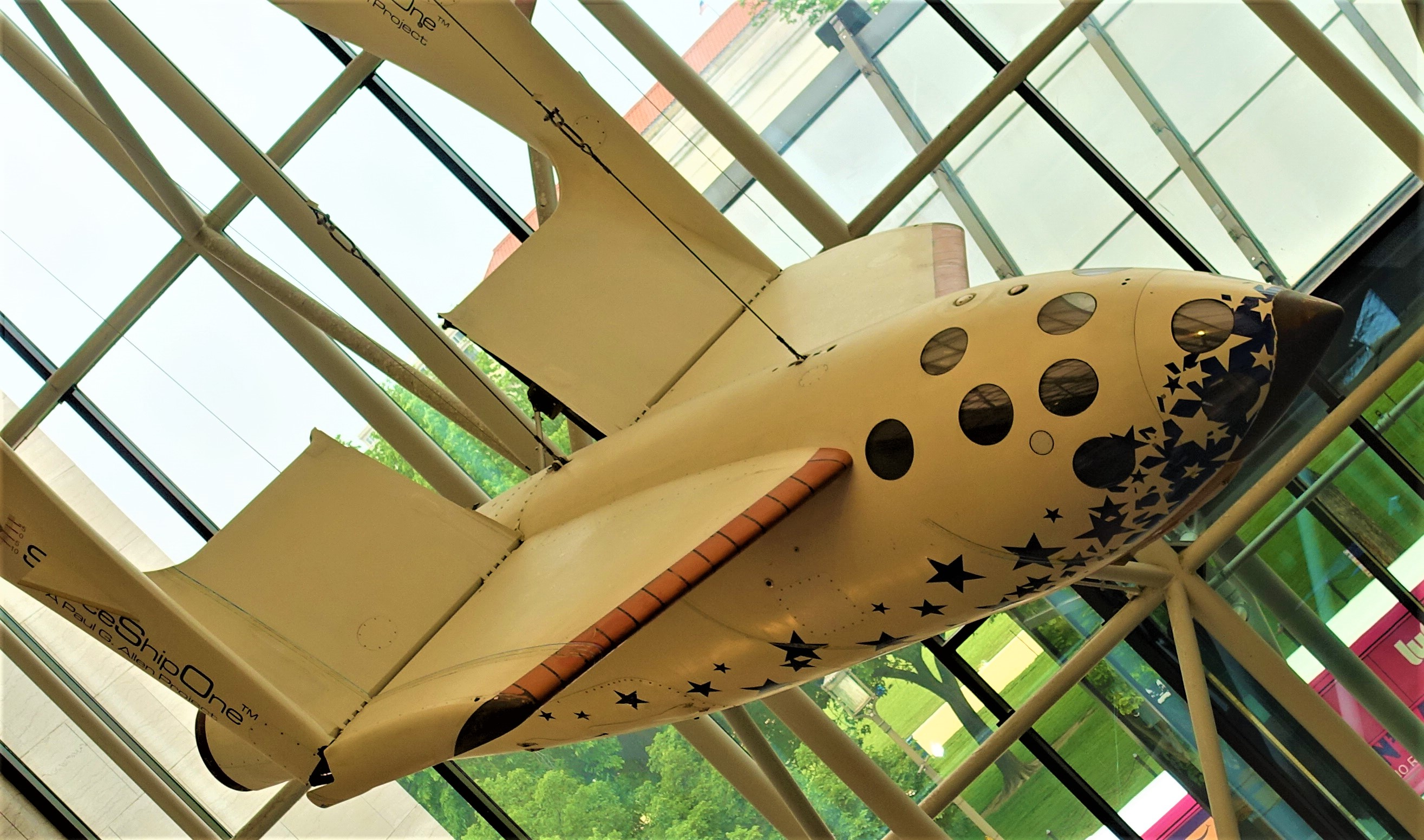
Samolot kosmiczny Virgin Galactic SpaceShipOne

SpaceShipOne jest samolotem kosmicznym, wyprodukowanym przez firmę Scaled Composites, który wygrał wartą 10 000 000 dolarów nagrodę Ansari X Prize. 
SpaceShip III jest samolotem kosmicznym zaprezentowanym 30 marca 2021 roku. Pierwszy egzemplarz nazywa się VSS Imagine, a drugi będzie nosić nazwę VSS Inspire.

### Pierwszy "kosmiczny" turysta
11 lipca 2021 - Richard Branson dotknął granicy kosmosu jako astronauta nr 001 i pierwszy kosmiczny turysta Virgin Galactic. Chociaż granica kosmosu jest umowna(według niektórych zaczyna się dopiero od 100 km), to według zasad NASA i organizacji amer. jego lot był co najmniej suborbitalny co pozwala klasyfikować go jako astronautę. Osiągnięcie jest znaczące, bo bilety na tego typu podróż kosztują 250 tysięcy $ (około 973,61 tysięcy złotych) a nie miliony jak w przypadku pierwszych kosmicznych turystów udających się w kosmos za pomocą Sojuzów. Nietypowy jest też sposób startu - zamiast klasycznej rakiety kosmicznej, Bransona wyniósł statek-matka, startujący z przeciętnego pasa startowego, który następnie upuścił właściwy rakietoplan za pomocą którego Branson zobaczył błękit Ziemi i czerń kosmosu która do tej pory była zarezerwowana głównie dla kosmonautów wysyłanych przez Państwa, a nie prywatne firmy oferujące loty turystyczne,

## Baza
Loty testowe odbywają się z Mojave Spaceport w Kalifornii, gdzie powstają również statki. Virgin Galactic planuje, że pierwsze loty pasażerskie odbędą się właśnie z tej lokalizacji. Kolejne loty odbędą się z nowego kosmodromu Spaceport America, który powstał w stanie Nowy Meksyk.
W październiku 2010 firma zorganizowała imprezę w Spaceport America, gdzie oficjalnie otwarto pierwszy pas startowy. Gubernator Nowego Meksyku Bill Richardson brał udział w ceremonii, podczas której wylądował SpaceShipTwo, znany jako „VSS Enterprise“. Podczas lądowania kadłub samolotu unoszony był przez statek matkę – VMS Eve (WhiteKnightTwo).

## Katastrofa SpaceShipTwo
31 października 2014 pojazd Virgin Galactic's SpaceShipTwo został wyniesiony na dużą wysokość przy pomocy samolotu transportowego. Znajdował się on na jego grzbiecie i parę chwil po odłączeniu się od statku matki i załączeniu silników rakietowych eksplodował nad pustynią Mojave. Zginął drugi pilot, 39-letni Michael Alsbury, natomiast pierwszy, 43-letni Peter Siebold, któremu udało się katapultować, został ciężko ranny. Był to pierwszy od stycznia test tego statku kosmicznego obejmujący odpalenie silnika rakietowego.

## Loty orbitalne
17 stycznia 2021 roku rakieta na paliwo ciekłe LauncherOne wyniosła na niską orbitę ładunek dziesięciu satelitów CubeSat. Rakieta została wystrzelona z pokładu zmodyfikowanego Boeing-a 747 noszącego nazwę "Cosmic girl". LauncherOne stał się pierwszą rakietą na paliwo ciekłe, która ruszyła w przestrzeń pozaziemską z pokładu samolotu. Virgin Galactic dołączył w roku 2021 do grona prywatnych firm mogących wystrzelić mały ładunek na orbitę. Poprzednia próba startu z 25 maja 2020 roku zakończyła się "anomalią", która spowodowała stratę rakiety przewożącej na orbitę testowy ładunek.

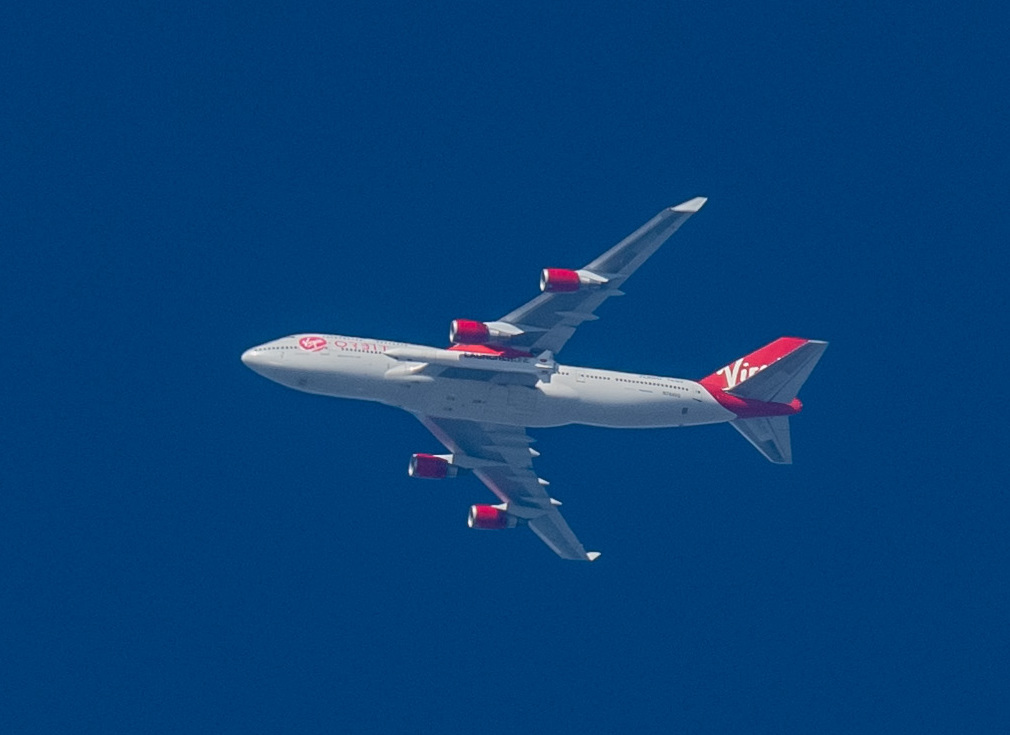
Samolot w barwach Virgin Galactic przenoszący rakietę LauncherOne